# Fafinesu C
Fafinesu C is een bestuurslaag in het regentschap Timor Tengah Utara van de provincie Oost-Nusa Tenggara, Indonesië. Fafinesu C telt 985 inwoners (volkstelling 2010).